# Lögnhalsarna
Lögnhalsarna är en novellsamling av Ivar Lo-Johansson utgiven 1971.
Boken är en fristående del i Passionssviten och består av tolv noveller med lögnaktighet som gemensamt tema. Novellerna utspelar sig i Sverige från 1600-talet och framåt och avslutas med tre berättelser med utländska motiv med Molière, Baron von Münchhausen och Mark Twain som huvudpersoner.

## Innehåll
- Bårprovet
- Rikslögnaren
- Tronpretendenten
- Laga skiftet
- Levande död
- Tälje tokar och sanningspallen i Trosa
- Hos polisen
- Kattriket
- Docenten som sökte sanningen
- Molières sista dag
- En afton med Herr Münchhausen
- Mark Twains resa i Sverige